# Orsinome phrygiana
Orsinome phrygiana là một loài nhện trong họ Tetragnathidae.
Loài này thuộc chi Orsinome. Orsinome phrygiana được Eugène Simon miêu tả năm 1901.